# Delmont (Dakota del Sur)
Delmont es una ciudad ubicada en el condado de Douglas en el estado estadounidense de Dakota del Sur. En el Censo de 2010 tenía una población de 234 habitantes y una densidad poblacional de 118,41 personas por km².

## Geografía
Delmont se encuentra ubicada en las coordenadas 43°16′00″N 98°9′33″O / 43.26667, -98.15917. Según la Oficina del Censo de los Estados Unidos, Delmont tiene una superficie total de 1.98 km², de la cual 1.98 km² corresponden a tierra firme y (0%) 0 km² es agua.

## Demografía
Según el censo de 2010, había 234 personas residiendo en Delmont. La densidad de población era de 118,41 hab./km². De los 234 habitantes, Delmont estaba compuesto por el 83.33% blancos, el 2.99% eran afroamericanos, el 8.97% eran amerindios, el 0% eran asiáticos, el 0% eran isleños del Pacífico, el 1.71% eran de otras razas y el 2.99% pertenecían a dos o más razas. Del total de la población el 3.42% eran hispanos o latinos de cualquier raza.